# Юн Інге Гейланн
Юн Інге Гейланн (норв. Jon Inge Høiland, нар. 20 вересня 1977, Ліллегаммер) — колишній норвезький футболіст, захисник.

## Клубна кар'єра
У дорослому футболі дебютував 1995 року виступами за команду клубу «Брюне», у якій провів два сезони, взявши участь у 24-х матчах чемпіонату.
Згодом грав у складі «Конгсвінгера» та шведського «Гетеборга».
Своєю грою за останню команду привернув увагу представників тренерського штабу клубу «Мальме», до складу якого приєднався на початку 2003 року. Відіграв за команду з Мальме наступні п'ять сезонів своєї ігрової кар'єри. Більшість часу, проведеного у складі «Мальме», був основним гравцем захисту команди. Крім того в сезоні 2004 року допоміг команді виграти чемпіонат Швеції.
Із січня по літо 2005 року виступав на правах оренди за німецький «Кайзерслаутерн», але після того, як клуб вилетів із Бундесліги, Гойланд повернувся до «Мальме».
У серпні 2007 року повернувся на батьківщину у «Стабек», з яким вже у першому сезоні став срібним призером чемпіонату, другому — чемпіоном, а у третьому — володарем суперкубку країни. Причому обидоа трофеї стали першими в історії клубу.
До складу клубу «Русенборг» приєднався на початку 2011 року. За три сезони за команду з Тронгейма провів 37 матчів у національному чемпіонаті.
Завершив професійну ігрову кар'єру в клубі «Стабек», у якому відіграв 2014 рік.

## Виступи за збірні
Протягом 1996–1999 років залучався до складу молодіжної збірної Норвегії, у складі якої брав участь у молодіжному чемпіонаті Європи 1998 року і допоміг збірній завоювати бронзові нагороди. На молодіжному рівні зіграв у 19 офіційних матчах.
22 січня 2004 року дебютував в офіційних матчах у складі національної збірної Норвегії в товариській грі проти збірної Швеції, яка завершилась з рахунком 3-0. 
Проте Гейланн не був частим гостем збірної і за шість років провів у формі головної команди країни лише 21 матч, забивши 1 гол.

## Досягнення
- Чемпіонат Швеції:

- Чемпіон: 2004

- Чемпіонат Норвегії:

- Чемпіон: 2008
- Срібний призер: 2007
- Бронзовий призер: 2009

- Кубок Норвегії:

- Фіналіст: 2008

- Суперкубок Норвегії:

- Володра кубка: 2009